# Petr Leyer
Petr Leyer (* 8. září 1985 České Budějovice) je český právník a bývalý ředitel české pobočky Transparency International (TI).
V roce 2011 absolvoval Právnickou fakultu Univerzity Karlovy v Praze. Od roku 2010 působí jako právník v české pobočce TI, zabývající se oblastí střetu zájmů, whistleblowingem, hospodárným nakládáním s veřejnými prostředky a otázkami územní samosprávy. Od listopadu 2020 do dubna 2022 pracoval v TI jako pověřený ředitel. Od května 2022 je členem Správní rady TI a dále zastává pozici seniorního právníka organizace. Je známý svou kritikou střetu zájmů bývalého premiéra Andreje Babiše.